# TORQUE (software)
TORQUE Resource Manager è un software Open Source che consente la distribuzione dei job sui nodi di calcolo nei computer cluster.
Nasce come evoluzione indipendente del software openpbs e offre i seguenti vantaggi:
- Gestione di fault dei nodi, attraverso checkpointing
- Interfaccia di gestione delle code
- Scalabilità
- Usabilità